# Sauerbraten
Sauerbraten（也是Cube 2 或 Sauer，德语的“sour roast”）是一个免费的跨平台的3D引擎，也是同名基于这个引擎的第一人称射击游戏。运行在Microsoft Windows，Linux，FreeBSD或Mac OS X上，使用OpenGL和SDL技术。最强大的地方在于即时修改地图的能力。此游戏引擎是自由软件授权为Zlib，有着开发者公司的商业支持，Dot3 Labs（页面存档备份，存于）。
本作是Cube的后继产品，2004年5月4日发布第一个版本，最新的「Trooper Edition」於`2009年5月4日放出。

## 技术要点
Sauerbraten承继Cube的设计，但是使用八叉树模型。使得复杂的关卡几何图形也能简便的编辑。项目正因为如此注重地图和几何的修改和轻视了视觉效果的添加，使得引擎简洁有效。

### 可塑性
有人使用Sauerbraten重建虚拟的纽约城。

### 渲染引擎
大量几何信息贮存在GPU单元内存中。引擎使用lightmap处理光源，并且使用导向模块充分应用着色器。

### 游戏特点
Sauerbraten本身也是个多人为主的游戏，拥有几个单人关卡，还可以在任何地图中对抗成群怪物。特殊的是单人游戏中的DMSP，会在玩家生命值减少的时候减慢游戏速度，就像慢镜头。也可以对抗bot。LAN本地和Internet游戏，从一个控制服务端获取其他服务端的信息。有团队死亡竞赛、自由模式、占领模式、夺旗模式，以及在一击必杀模式下的这些模式，还有独创的在线地图协作编辑模式，这是Sauerbraten最有趣也最特殊的模式。游戏的技术特点使得其网络游戏流畅度调节相当完善，ping值高低的游戏体验差异不大。这个游戏中虽然有物理设定，但是没有摔伤，憋气。

## 其他同引擎的项目
- Red Eclipse：一个全新基于此引擎的游戏，反馈了很多代码，完成后会开放全部资源
- Platinum Arts Sandbox：沙盒，创建游戏以及地图